# Мала Лигојна
Мала Лигојна (словен. Mala Ligojna) је насељено место у општини Врхника, Средњесловенска регија, Словенија.

## Историја
До територијалне реорганизације у Словенији била је у саставу старе општине Врхника.

## Становништво
У попису становништва из 2011. године, Мала Лигојна је имала 152 становника.
| Број становника према пописима | Број становника према пописима | Број становника према пописима |
| ------------------------------ | ------------------------------ | ------------------------------ |
| 1991                           | 2002                           | 2011                           |
| 116                            | 120                            | 152                            |

Напомена: Године 1997. увећано за део насеља Дренов Грич.